# 小行星1883
小行星1883（1883 Rimito）是一颗围绕太阳公转的小行星。1942年12月4日，爾約·維薩拉在图尔库发现了此天体。
該小行星以芬蘭的城市呂馬蒂呂拉命名。
这颗小行星的绝对星等为330.3834691682338等。